# Quinta batalla de Isonzo

La Quinta batalla del Isonzo se libró del 9 al 15 de marzo de 1916 entre los ejércitos del Reino de Italia y los de Austria-Hungría. Los italianos habían decidido lanzar otra ofensiva en el río Soča (Isonzo).

## Antecedentes
Después de cuatro intentos de cruzar el río Soča (Isonzo) e invadir el territorio austrohúngaro, Luigi Cadorna, el comandante en jefe italiano, organizó una nueva y fuerte ofensiva tras el descanso invernal en los combates que había permitido al Alto Mando italiano reagruparse y organizar 8 nuevas divisiones para el frente.
Sin embargo, fue una ofensiva lanzada no después de una planificación estratégica detallada, sino más bien como una distracción para alejar a las potencias centrales del Frente Oriental y de Verdún, donde estaba ocurriendo el mayor derramamiento de sangre de la guerra. El ataque fue el resultado de la Conferencia aliada de Chantilly de diciembre de 1915.

## La batalla
Los ataques ordenados por Cadorna al 2.º y 3.º ejército italiano como "demostraciones" contra el enemigo resultaron menos sangrientos que los anteriores. Las batallas se libraron en la meseta kárstica, con el objetivo de tomar Gorizia y la cabeza del puente de Tolmin. Los italianos pudieron conquistar el monte Sabatino de los austrohúngaros, pero esa fue la única ganancia real que lograron.
Tras una semana de combates que costaron la vida a 4.000 hombres entre ambos bandos, los enfrentamientos cesaron por las terribles condiciones meteorológicas que empeoraron las condiciones de las trincheras y por la ofensiva "punitiva" austrohúngara en el Trentino.
A lo largo de ciertas partes del frente, especialmente alrededor de Gorizia, continuaron las escaramuzas entre pelotones enemigos hasta el 30 de marzo y más allá, en una lucha prolongada que no produjo ningún vencedor claro.
Cadorna había pedido a sus aliados rusos que mantuvieran a raya a las unidades austrohúngaras en el frente oriental, dándole a Cadorna la oportunidad de redesplegar sus fuerzas en Trentino mientras abandonaba la Quinta Batalla del Isonzo.

## Consecuencias
Con la Quinta batalla del Isonzo terminada, los italianos ahora tuvieron que planear otro asalto. Cadorna puso su sexta ofensiva en la mesa después de escuchar promesas de reabastecimiento por parte de los aliados de Italia.

## Otras lecturas
- Schindler, John R. (2001). Isonzo: The Forgotten Sacrifice of the Great War. Praeger. ISBN 0275972046. OCLC 44681903.